# Martinus Rørbye
Martinus Christian Wesseltoft Rørbye, né le 17 mai 1803 et mort le 29 août 1848, est un peintre de l'âge d'or danois. Il est connu pour ses représentations picturales de paysages et d'architecture.
Martinus Rørbye est le premier peintre à exploiter, dans son tableau Strandscene på gamle Skagen med et optrækkende uvejr, réalisé en 1834, la luminosité particulière du village de Skagen, qui a donné son nom au groupe de peintres homonyme.

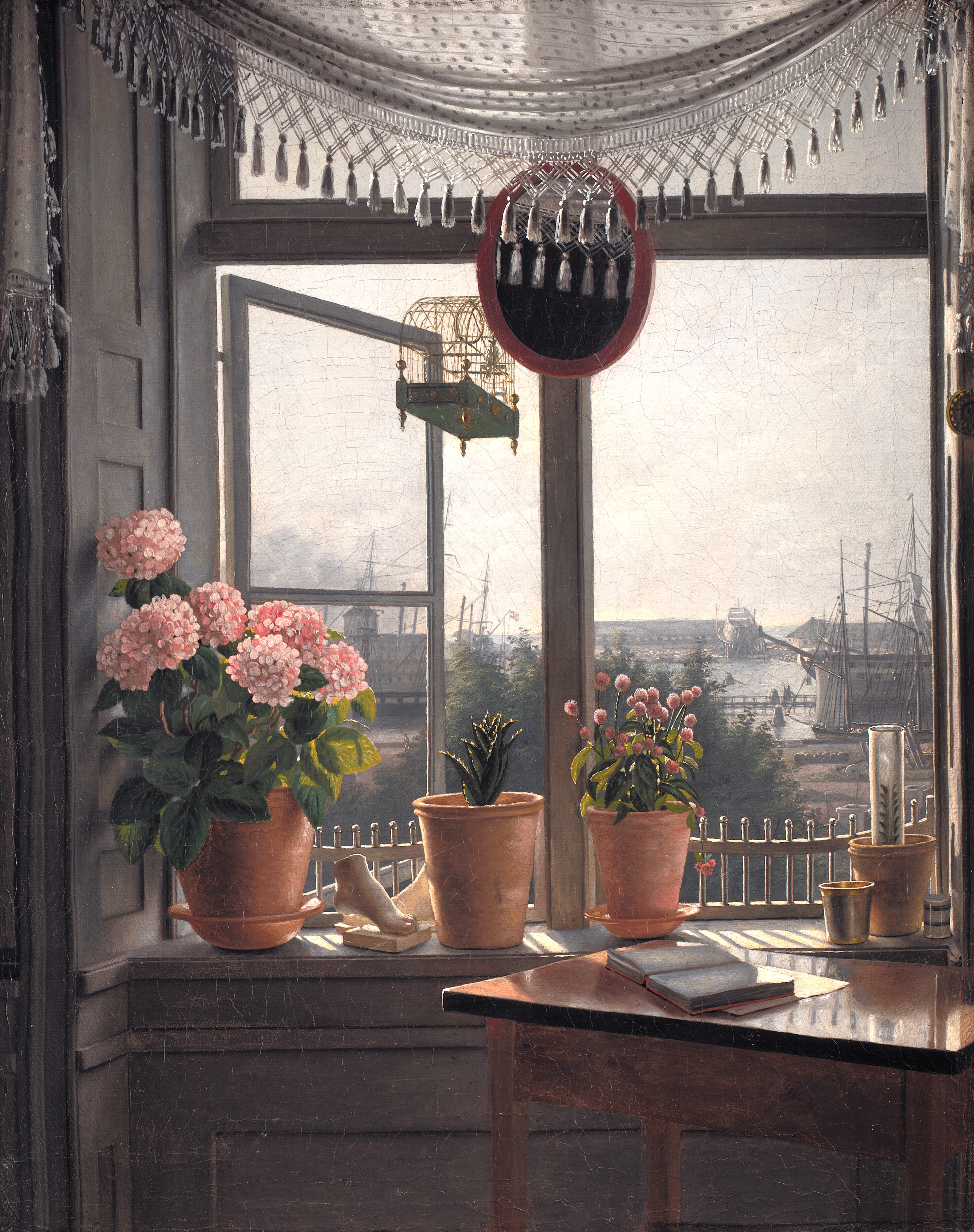
Vue depuis la fenêtre de l'Artiste, 1824 - Copenhague Statens Museum for Kunst
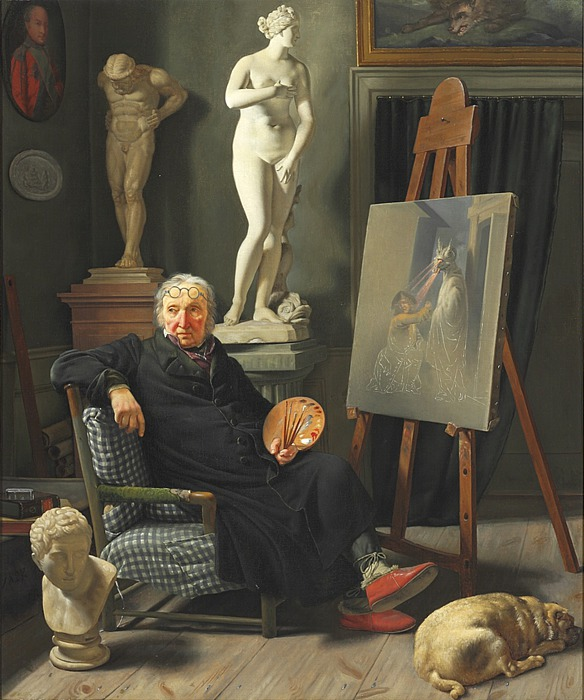
Portrait du peintre C.A.Lorentzen dans son atelier, 1828 - Copenhague Musée d'Art privé Nivaagaards

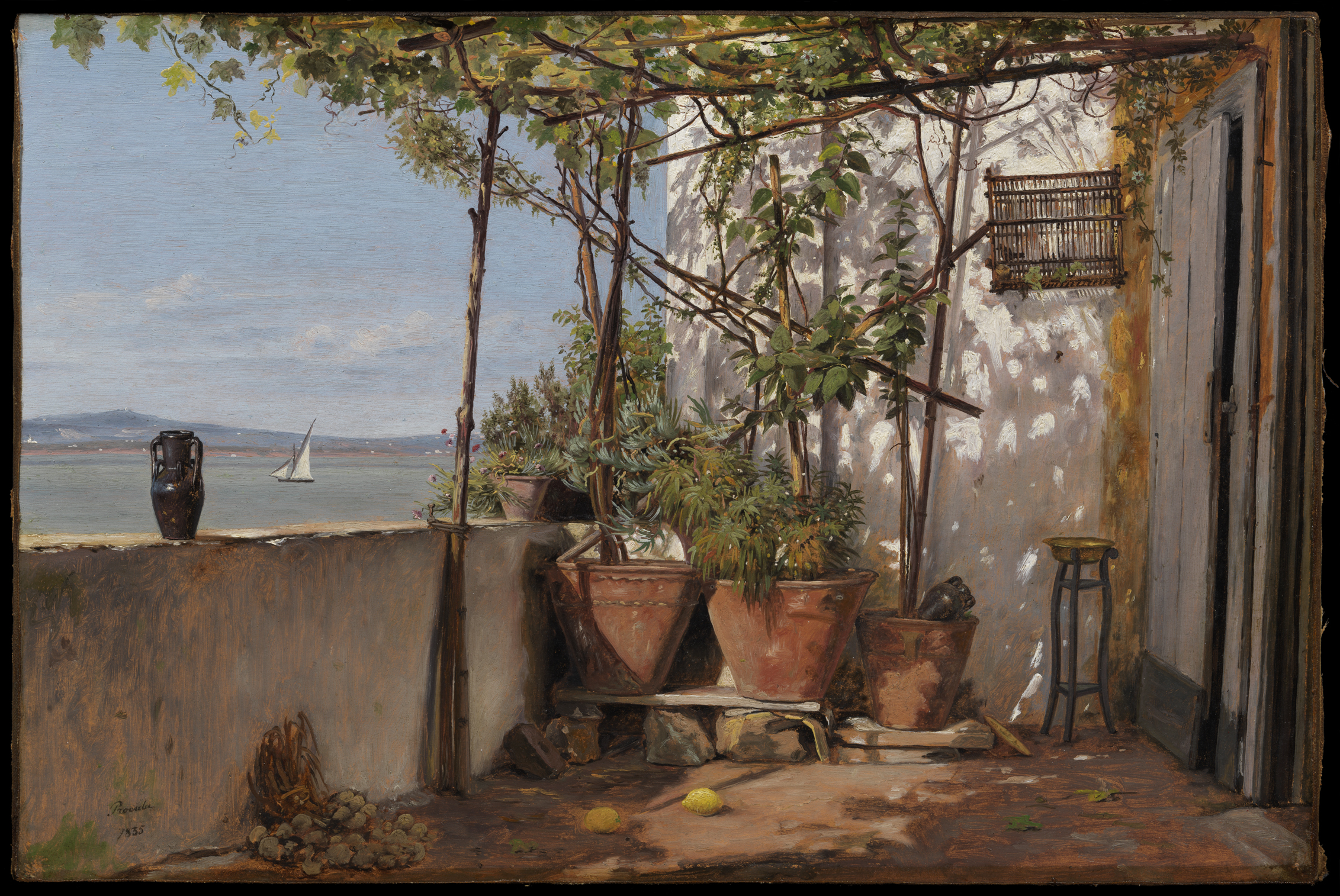
Loggia à Procida, 1835 - Stockholm National Museum